# Etilefrine
Etilefrine là một chất kích thích tim được sử dụng như một thuốc chống tăng huyết áp. Nó là một amin giao cảm của loạt 3-hydroxy-phenylethanolamine được sử dụng trong điều trị hạ huyết áp thế đứng của nguồn gốc thần kinh, tim mạch, nội tiết hoặc chuyển hóa. Truyền tĩnh mạch hợp chất này làm tăng cung lượng tim, thể tích đột quỵ, hồi lưu tĩnh mạch và huyết áp ở người và động vật thí nghiệm, gợi ý kích thích cả hai thụ thể α và β adrenergic. Tuy nhiên, các nghiên cứu in vitro chỉ ra rằng etilefrine có ái lực với β 1 (tim) cao hơn nhiều so với β 2 adrenoreceptor.
Etilefrine tiêm tĩnh mạch làm tăng nhịp tim, cung lượng tim, thể tích đột quỵ, áp lực tĩnh mạch trung tâm và áp lực động mạch trung bình của người khỏe mạnh. Kháng trở mạch máu ngoại biên rơi trong quá trình truyền 1 mg etilefrine nhưng bắt đầu tăng ở liều cao hơn. Đánh dấu giảm nhịp tim, cung lượng tim, thể tích đột quỵ và lưu lượng máu ngoại biên, kèm theo tăng áp lực động mạch trung bình, xảy ra khi etilefrine được truyền sau khi tiêm propranolol 2,5 mg  tĩnh mạch. Những phát hiện này chỉ ra rằng etilefrine có cả tác dụng adrenergic β 1 và α 1 ở người.